# Обюссон (округ)
Округ Обюссон (фр. Arrondissement d'Aubusson) — округ у Франції, в департаменті Крез. 2023 року округ об'єднував 129 муніципалітетів, населення становило 43 353 особи.
Адміністративний центр (супрефектура) — Обюссон.

## Муніципалітети
Список муніципалітетів округу та їхні коди INSEE:
1. Аллейра (23003)
2. Арфей-Шатен (23005)
3. Бавіль (23017)
4. Бельгард-ан-Марш (23020)
5. Бесса (23019)
6. Бетет (23022)
7. Блессак (23024)
8. Блоде (23023)
9. Бор-Сен-Жорж (23026)
10. Бороже (23028)
11. Брусс (23034)
12. Буссак-Бур (23032)
13. Буссак (23031)
14. Бюдельєр (23035)
15. Бюсьєр-Нувель (23037)
16. Бюсьєр-Сен-Жорж (23038)
17. Вальєр (23257)
18. Вернеж (23259)
19. В'єрса (23261)
20. Віжвіль (23262)
21. Гузон (23093)
22. Домейро (23072)
23. Донтре (23073)
24. Ево-ле-Бен (23076)
25. Жантіу-Піжроль (23090)
26. Жарнаж (23100)
27. Жіу (23091)
28. Іссуден-Летріє (23097)
29. Клераво (23063)
30. Клюнья (23064)
31. Кресса (23068)
32. Кроз (23071)
33. Крок (23069)
34. Ла-Вільдьє (23264)
35. Ла-Вільнев (23265)
36. Ла-Вільтель (23266)
37. Ла-Куртін (23067)
38. Ла-Мазьєр-о-Бонс-Омм (23129)
39. Ла-Нуай (23144)
40. Ла-Сель-су-Гузон (23040)
41. Ла-Серр-Бюсьєр-В'єй (23172)
42. Ла-Шоссад (23059)
43. Лававе-ле-Мін (23105)
44. Лавофранш (23104)
45. Ладапейр (23102)
46. Ле-Компа (23066)
47. Ле-Ма-д'Артіж (23125)
48. Ле-Марс (23123)
49. Ле-Шоше (23058)
50. Лейра (23108)
51. Лепо (23106)
52. Ліу-ле-Монж (23110)
53. Люперса (23113)
54. Люсса (23114)
55. Мальре-Буссак (23120)
56. Мальре (23119)
57. Манья-л'Етранж (23115)
58. Менса (23116)
59. Мереншаль (23131)
60. Мот (23127)
61. Мутьє-Розей (23140)
62. Неу (23142)
63. Нуан (23145)
64. Нузрин (23146)
65. Обюссон (23008)
66. Ож (23009)
67. Озанс (23013)
68. Парсак-Римонде (23149)
69. Пейра-ла-Ноньєр (23151)
70. П'єррфітт (23152)
71. Пйонна (23154)
72. Поншарро (23156)
73. Пуссанж (23158)
74. Пюї-Мальсінья (23159)
75. Ретерр (23160)
76. Рунья (23164)
77. Санна (23167)
78. Сен-Бар (23184)
79. Сен-Дізьє-ла-Тур (23187)
80. Сен-Доме (23190)
81. Сен-Жорж-Нігремон (23198)
82. Сен-Жульєн-ла-Женет (23203)
83. Сен-Жульєн-ле-Шатель (23204)
84. Сен-Кантен-ла-Шабанн (23238)
85. Сен-Лу (23209)
86. Сен-Марк-а-Фронж'є (23211)
87. Сен-Марк-а-Лубо (23212)
88. Сен-Марс'яль-ле-В'є (23215)
89. Сен-Мар'ян (23213)
90. Сен-Медар-ла-Рошетт (23220)
91. Сен-Мексан (23210)
92. Сен-Мер-ла-Брей (23221)
93. Сен-Морис-пре-Крок (23218)
94. Сен-Парду-д'Арне (23226)
95. Сен-Парду-ле-Неф (23228)
96. Сен-Парду-ле-Кар (23229)
97. Сен-П'єрр-ле-Бост (23233)
98. Сен-Прієст (23234)
99. Сен-Сільвен-Ба-ле-Рок (23240)
100. Сен-Сільвен-Бельгард (23241)
101. Сен-Сільвен-су-Ту (23243)
102. Сен-Сюльпіс-ле-Шам (23246)
103. Сен-Фріон (23196)
104. Сен-Шабре (23185)
105. Сент-Аві-де-Тард (23182)
106. Сент-Альпіньян (23179)
107. Сент-Аман (23180)
108. Сент-Аньян-пре-Крок (23178)
109. Сент-Ір'є-ла-Монтань (23249)
110. Сент-Ораду-де-Шируз (23224)
111. Сент-Ораду-пре-Крок (23225)
112. Сент-Фер-ла-Монтань (23194)
113. Сермюр (23171)
114. Суман (23174)
115. Тард (23251)
116. Труа-Фон (23255)
117. Ту-Сент-Круа (23254)
118. Фельтен (23079)
119. Феньє (23080)
120. Флея (23081)
121. Фо-ла-Монтань (23077)
122. Фонтаньєр (23083)
123. Шамбон-сюр-Вуез (23045)
124. Шамбоншар (23046)
125. Шампанья (23048)
126. Шар (23053)
127. Шаррон (23054)
128. Шатлар (23055)
129. Шенерай (23061)